# Teluk Dien
Teluk Dien is een bestuurslaag in het regentschap Lebong van de provincie Bengkulu, Indonesië. Teluk Dien telt 344 inwoners (volkstelling 2010).